# 한마음도서관
거창군립 한마음도서관은 경상남도 거창군 거창읍 소재의 군립 도서관이다.

## 연혁
- 2006. 03. 30. 한마음도서관 개관

## 시설현황
- 지하1층: 다목적실, 지하문서고
- 1층: 어린이 모자자료실, 장애인자료실, 정기간행물실, 디지털자료실
- 2층: 종합자료실
- 3층: 시청각실, 컴퓨터 교육실, 자유열람실

## 이용 안내
이용 시간
- 자료실: 평일 09:00~18:00 / 토,일 09:00~17:00
- 열람실: 매일 08:00~22:00 / 휴관일 09:00~18:00

휴관일
- 매주 금요일
- 일요일을 제외한 "관공서의 공휴일에 관한 규정"이 정하는 공휴일(단, 일요일과 겹치는 공휴일은 휴관, 자유열람실은 휴관일/법정공휴일도 운영)
- 도서관 사유로 군수가 지정한 날